# Lago di Covel
Il lago di Còvel (o lago Covel) è un lago alpino della Val di Peio, nel gruppo Ortles-Cevedale, in provincia di Trento.

## Descrizione
Il bacino lacustre è di origine glaciale, formato da micascisti e depositi glaciali s.l.; il lago attuale è ciò che resta di uno più antico, chiamato "lago di Tarlenta", ora ridotto a prato e palude.
Dal lago nasce un piccolo corso d'acqua che si immette quasi subito nel rio Vioz, a sua volta un immissario del Noce. Non distante dal lago il rio Vioz forma una cascata nota come "cascata di Covel".